# Султанија (град)
Султанија (персијски: سلطانيه; Царска) је била негдашња престолница Илханида, иранских владара монголског порекла из 14. века, која се налази у Занџанској покрајини на северозападу Ирана односно око 240 км западно од Техерана.
Средишња знаменитост Султаније је Маузолеј кана Олџеитуа, владара Илканата од 1280. – 1316. године, познат и као „Купола Султаније”. Он је подигнут између 1302. и 1312. године и најстарија је купола у Ирану. Тежином од око 200 тона и висином од 49 метара од дна грађевине, она је једна од највећих купола од опеке на свету, после купола Фирентинске катедрале и Аја Софије. Њена важност у исламској архитектури се може успоредити с утицајем Брунелескијеве фирентинске катедрале на ренесансну архитектуру. 
Снажно је утјецала на изглед Маузолеја Хоџе Ахмеда Јасавија у Казахстану и Таџ Махала у Индији, а према мишљењу италијанских стручњака и на саму Брунеллесцхијеву куполу. Због тога је Султанија 2005. године уписана на Унесков попис места светске баштине у Азији и Океанији.
Већина спољашњих украса Олџеитуовог маузолеја је изгубљена, али су изнутра сачувани изврсни мозаици, керамика и фреске. Екстеријер се тренутно рестаурира под вођством Иранског министарства културе.

## Галерија
- Фреска с приказом негдашњег изгледа Султаније
- Фреска с приказом негдашњег изгледа Султаније
- Пресек Олџеитуовог маузолеја
- Мозаик на поду маузолеја
- Фреском осликани свод
- Маузолеј Огли Челебија